# Pseudoparrella
Pseudoparrella es un género de foraminífero bentónico de la subfamilia Pseudoparrellinae, de la familia Pseudoparrellidae, de la superfamilia Discorbinelloidea, del suborden Rotaliina y del orden Rotaliida. Su especie tipo es Pulvinulinella subperuviana. Su rango cronoestratigráfico abarca desde el Oligoceno hasta la Actualidad.

## Clasificación
Pseudoparrella incluye a las siguientes especies:
- Pseudoparrella barnwelli
- Pseudoparrella bradyana
- Pseudoparrella decorata
- Pseudoparrella hyalina
- Pseudoparrella interrupta
- Pseudoparrella japonica
- Pseudoparrella limburgensis
- Pseudoparrella madrugaensis
- Pseudoparrella meeterenae
- Pseudoparrella minisae
- Pseudoparrella minuta
- Pseudoparrella molassica
- Pseudoparrella nova
- Pseudoparrella ornata
- Pseudoparrella oveyi
- Pseudoparrella pacifica
- Pseudoparrella parca
- Pseudoparrella pontoni
- Pseudoparrella pustulosa
- Pseudoparrella stellata
- Pseudoparrella subperuviana
- Pseudoparrella tamana
- Pseudoparrella zhengae

Otras especies consideradas en Pseudoparrella son:
- Pseudoparrella decorata, de posición genérica incierta
- Pseudoparrella naraensis, aceptado como Epistominella naraensis
- Pseudoparrella rugosa, aceptado como Nuttallides rugosus